# Andrij Melnyk (dyplomata)
Treść tego artykułu może nie być zgodna z zasadami neutralnego punktu widzenia.
 Po wyeliminowaniu niedoskonałości należy usunąć szablon {{Dopracować}} z tego artykułu.
Andrij Jarosławowycz Melnyk (ukr. Андрій Ярославович Мельник, ur. 7 września 1975 we Lwowie) – ukraiński dyplomata, w latach 2014–2022 ambasador nadzwyczajny i pełnomocny Ukrainy w Niemczech. Od listopada 2022 do lipca 2023 roku wiceminister spraw zagranicznych Ukrainy.

## Życiorys
Ukończył z wyróżnieniem studia na wydziale stosunków międzynarodowych Uniwersytetu Lwowskiego oraz na wydziale praw człowieka i prawa humanitarnego Uniwersytetu w Lund w Szwecji. W 2004 uzyskał stopień kandydata nauk prawnych na Narodowej Akademii Nauk Ukrainy. Mówi biegle po angielsku, niemiecku, rosyjsku. Zna także język hiszpański. 
Od 1997 roku jest związany z dyplomacją. Był m.in. sekretarzem ambasady Ukrainy w Wiedniu oraz konsulem generalnym w Hamburgu, pełnił także funkcje w administracji prezydenckiej.
Od 2014 do 2022 roku pełnił urząd ambasadora Ukrainy w Berlinie.
29 czerwca 2022 roku Andrij Melnyk udzielił wywiadu Tilo Jungowi, w którym zaprzeczał istnieniu dowodów na udział zwolenników Stepana Bandery w masowych mordach na Żydach i Polakach podczas II wojny światowej. Po oficjalnym proteście polskiego rządu Ministerstwo Spraw Zagranicznych Ukrainy opublikowało 1 lipca 2022 roku oświadczenie, w którym stwierdziło, że była to prywatna opinia Melnyka.
1 lipca 2022 roku ambasada Izraela w Berlinie opublikowała oświadczenie w sprawie wywiadu Melnyka, w którym skrytykowano go za zniekształcenie faktów historycznych dotyczących Holokaustu.
9 lipca 2022 roku ogłoszono, że Melnyk został odwołany z urzędu ambasadora Ukrainy w Niemczech.
18 listopada 2022 roku został powołany na stanowisko wiceministra spraw zagranicznych Ukrainy. Nominacja ta, w związku z licznymi kontrowersyjnymi wypowiedziami Andrija Melnyka, wywołała liczne emocje i komentarze.
W czerwcu 2023 został desygnowany na ambasadora Ukrainy w Brazylii. W konsekwencji 11 lipca złożył urząd ministerialny.